# Estadio Nou Camp

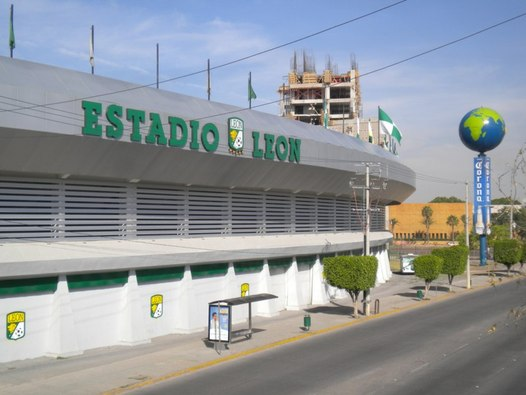
Das Estadio Nou Camp in León

Das Estadio Nou Camp, einigen Quellen zufolge den offiziellen Namen Estadio León tragend, ist ein Fußballstadion in der mexikanischen Stadt León im Bundesstaat Guanajuato. Die Anlage war eine Spielstätte des Fußballturniers der Olympischen Sommerspiele 1968 sowie beider in Mexiko ausgetragener Fußballweltmeisterschaften, wobei es 1970 als Estadio Guanajuato und 1986 als Estadio Nou Camp firmierte. Es ist Heimspielstätte des Club León, einem der traditionsreichsten mexikanischen Fußballvereine. Heute bietet es 31.297 Plätze.

## Geschichte

### Bauzeit und Eröffnung
Mit dem Bau des Stadions wurde am 18. August 1965 begonnen. Offiziell eröffnet wurde es am 1. März 1967 mit dem Spiel der zwei südamerikanischen Spitzenmannschaften FC Santos aus Brasilien und River Plate aus Argentinien.

### Fußball-WM 1970
León war eine von nur fünf Spielstätten bei der Fußball-Weltmeisterschaft 1970, in der sieben der insgesamt 32 Spiele ausgetragen wurden. Das Estadio Guanajuato war Spielort der Vorrundengruppe D, die die deutsche Nationalmannschaft gewann und ebenso des Viertelfinalspiels zwischen Deutschland und England am 14. Juni, das Deutschland nach 0:2-Rückstand noch mit 3:2 nach Verlängerung gewann.
In der Vorrundengruppe fanden hier die folgenden Begegnungen statt:
- 02. Juni 1970:  Peru –  Bulgarien 3:2 (0:1)
- 03. Juni 1970:  BR Deutschland –  Marokko 2:1 (0:1)
- 06. Juni 1970:  Peru –  Marokko 3:0 (0:0)
- 07. Juni 1970:  BR Deutschland –  Bulgarien 5:2 (2:1)
- 10. Juni 1970:  BR Deutschland –  Peru 3:1 (3:1)
- 11. Juni 1970:  Bulgarien –  Marokko 1:1 (1:0)

Mit insgesamt 24 Treffern war die Gruppe D die torreichste Vorrundengruppe; vor der Gruppe C mit 16 Toren, der Gruppe A mit 15 Treffern und der Gruppe B mit nur 6 Treffern, in der es Italien gelang, mit der Bilanz von 1:0 Toren und 4-2 Punkten Gruppensieger zu werden.
Der 5:2-Sieg Deutschlands gegen Bulgarien war das torreichste Vorrundenspiel und überhaupt das torreichste Spiel der WM, das innerhalb von 90 Minuten entschieden wurde.
Gerd Müller, Torschützenkönig der WM 1970, erzielte acht seiner insgesamt zehn Treffer im Estadio Guanajuato: zunächst den wichtigen 2:1-Siegtreffer gegen Marokko in der 80. Minute, danach je drei Tore gegen Bulgarien und Peru (in diesem Spiel gelang ihm zwischen der 19. und 39. Minute ein lupenreiner Hattrick) und schließlich ebnete das in der 108. Minute erzielte Tor zum 3:2 gegen England seiner Mannschaft den Weg ins Halbfinale zum sogenannten Jahrhundertspiel gegen Italien.
Außer Müller gelang auch dem Peruaner Teófilo Cubillas in allen drei Spielen, die er in León absolvierte, jeweils ein Treffer.

### Fußball-WM 1986
Auch bei der Fußball-Weltmeisterschaft 1986 war León Spielort. Trotz der Erweiterung der teilnehmenden Mannschaften auf 24 Teilnehmer und somit insgesamt 52 Spielen fanden im Estadio Nou Camp diesmal nur vier Partien statt, weil diese WM in insgesamt 12 Stadien ausgetragen wurde.
León war die Heimspielstätte der Auswahl Frankreichs in der Vorrundengruppe C (die anderen drei Gruppenspiele fanden im Estadio Irapuato statt) und sah die folgenden Begegnungen:
- 01. Juni 1986:  Frankreich –  Kanada 1:0 (0:0)
- 05. Juni 1986:  Frankreich –  Sowjetunion 1:1 (0:0)
- 09. Juni 1986:  Frankreich –  Ungarn 3:0 (1:0)

Wie sich 16 Jahre vorher die Deutschen in ihrem ersten Spiel gegen Marokko durch ein spätes Müller-Tor in der 80. Minute zum 2:1-Sieg gezittert hatten, quälte sich diesmal das hoch favorisierte Team Frankreichs in seinem ersten Gruppenspiel gegen den krassen Außenseiter Kanada zum Sieg. Der entscheidende Treffer zum 1:0 war Jean-Pierre Papin erst in der 79. Minute gelungen.
Und wie 1970 fand hier das wohl aufregendste Spiel der ersten K.-o.-Runde statt. In der Achtelfinal-Begegnung zwischen dem Sieger der Gruppe C, der Sowjetunion (die somit die Franzosen aus dem Estadio Nou Camp verbannt hatte), und Belgien am 15. Juni gelang es den Belgiern zweimal, die Führung der Sowjets auszugleichen, so dass es nach 90 Minuten 2:2 stand und in die Verlängerung ging. Diese entschieden die Belgier mit 4:3 zu ihren Gunsten.
Erfolgreichster Torschütze im Estadio Nou Camp war bei dieser WM trotz des unerwarteten Ausscheidens der sowjetischen Auswahl Ihor Bjelanow, der beim 3:4 gegen Belgien alle drei Tore erzielt hatte. Keinem anderen Spieler war hier mehr als ein Treffer gelungen, weil sich die fünf Tore der Franzosen und die vier Tore der Belgier auf ebenso viele Spieler verteilten.

### Mexikanische Meisterschaft
Zweimal fand im Estadio León die Kür des Meisters statt, das entscheidende zweite Finalspiel um die mexikanische Fußballmeisterschaft.
Am Ende der Saison 1991/92 sicherte sich der Club León zur Freude der einheimischen Zuschauer den Titel durch einen 2:0-Sieg gegen den Puebla FC, nachdem das erste Spiel im Estadio Cuauhtémoc torlos geendet hatte.
Keinen Grund zur Freude für die einheimischen Fans gab es dagegen im Winter 1997. Nach einem 1:1 im Estadio Azul unterlag der Club León dem CD Cruz Azul vor eigenem Publikum durch ein Golden Goal mit 0:1.

## Geplanter Neubau
Bis 2023 sollte das Nuevo Estadio León mit 35.000 Plätzen, 300 Logen, Vereinsmuseum, Sportbar, einem Einkaufszentrum, Veranstaltungsräumen mit Blick auf das Spielfeld, Gewerbeflächen, Lebensmittel- und Getränkebereichen, Pressezone und Fernsehstudio fertiggestellt werden und der Club León in die neue Heimat umziehen. Zunächst sollte 2019 mit dem Bau begonnen werden und 2021 das Stadion eröffnet werden. Der Beginn musste mehrmals verschoben werden. Mitte Mai 2021 lag das 12 Hektar große Gelände für den Bau noch brach und ein Termin für den Start der Bauarbeiten stand noch nicht fest. Die Baukosten sollten sich auf rund zwei Milliarden MXN (etwa 82 Mio. €) belaufen. In einer zweiten Phase sollten ein Hotel mit 300 Zimmern und Zugang zum Stadion sowie Bekleidungsgeschäfte und ein öffentliches Fitnessstudio errichtet werden. Als dritte Phase waren der Bau einer Fußballuniversität und einer Fachklinik geplant. Im September 2023 teilte der Verein über seine sozialen Netzwerke mit, dass das Projekt nicht länger vorangetrieben würde. Das Geld solle stattdessen in die Verbesserung des Estadio Nou Camp investiert werden.